# Munroe Bergdorf
Pour les articles homonymes, voir Bergdorf.
Munroe Bergdorf, née Beaumont le 11 septembre 1987, est une mannequin et activiste britannique. Bergdorf est la première mannequin transgenre au Royaume-Uni pour L'Oréal.

## Biographie

### Origine
Elle a des origines jamaïcaine et anglaises.

### Enfance et formation
Bergdorf naît et grandit à Stansted Mountfitchet, Essex,.

### Carrière
Elle devient la première mannequin transgenre de l'Oréal.

### Vie privée
À 24 ans, elle décide de réaliser une transition.

## Prises de position
À la suite des évènements violents survenus au mois d'août 2017 à Charlottesville aux États-Unis, Munroe Bergdorf dénonce les actions des personnes blanches et la situation[pas clair] avant d'être licenciée par L'Oréal,. Elle écrit : « Franchement, je n'ai plus l'énergie de parler de la violence raciale des Blancs. Oui, de tous les Blancs. Parce que la plupart d'entre vous ne réalisent même pas, ou refusent d'admettre, que votre existence, vos privilèges et votre succès en tant que race sont bâtis sur le dos, le sang et la mort de personnes de couleur ». Elle reçoit alors plusieurs messages de haine.
En 2020, alors que L'Oréal soutient le mouvement Black Lives Matter, elle réagit sur les réseaux sociaux : « Allez-vous faire foutre L'Oréal Paris. Vous m'avez laissée tomber lors d'une campagne en 2017 et m'avez jetée aux loups pour avoir parlé du racisme et de la suprématie blanche. Sans aucune précaution, sans hésitation. Allez-vous faire foutre avec votre "solidarité". Où était votre soutien lorsque j'ai pris la parole ? ». L'Oréal s'excuse et la réembauche.
En juillet 2019, Munroe Bergdorf reçoit un doctorat honoris causa de l'université de Brighton en reconnaissance de sa campagne pour les droits des personnes transgenres.